# Zac Thompson
Zac Thompson, född 5 januari 1993 i Billinge, England, är en engelsk professionell fotbollsspelare och mittfältare som spelar för Leeds United. Han har tidigare spelat i Evertons ungdomslag och var free agent när han skrev proffskontrakt med Leeds i januari 2011. Han debuterade som inhoppare för Leeds a-lag den 13 augusti 2011 i hemmamatchen mot Middlesbrough och den gjorde full debut, det vill säga spelade från start, i ligacupen mot Doncaster den 23 augusti.